# Ümit Davala
Ümit Davala (n. 30 iulie 1973 în Mannheim, Germania) este un fost fotbalist turc, în prezent antrenor secund la formația Galatasaray SK.
Cariera lui Ümit a fost o adevărată călătorie în jurul Europei, semnând în total cu 11 cluburi, dar performanțele cele mai mari le-a obținut la Galatasaray. La echipa turcească a ajutat foarte mult în cucerirea Cupei UEFA, sezonul 1999-2000 învingând Arsenal Londra. Ümit Davala a fost o piesă de rezistență și în Supercupa Europei din 2000, care a însemnat prima victorie a unei formații din Turcia cu Real Madrid.
SV Werder Bremen a fost ultimul loc unde turcul a practicat fotbal, și venise aici deja promovat în lumea bună a fotbalului. Davala era încă la o vârstă când putea practica ușor fotbal, așa că s-a integrat repede în echipă și a reușit să-și demonstreze valoarea, ajutând mult la câștigarea campionatului și cupei naționale. Ar fi avut șansa să le fie de folos germanilor în continuare, dar o accidentare neprevăzută din octombrie 2005 i-a provocat foarte multe dificultăți și l-a obligat să se retragă definitiv din fotbal.